# Landshausen (Syrgenstein)
Landshausen ist ein Ortsteil der Gemeinde Syrgenstein im Landkreis Dillingen an der Donau in Bayern.

## Geographie
Das Kirchdorf breitet sich ca. eineinhalb Kilometer südöstlich von Altenberg beidseitig des Zwergbaches aus. Die westliche Gemarkungsgrenze ist gleichzeitig die Grenze zwischen Bayern und Baden-Württemberg.

## Geschichte
In der Flur Haggassäcker wurde von 1994 bis 1996 eine Siedlung der Bandkeramik, der Urnenfelderzeit und der Latènezeit ergraben. 
Landshausen wurde 1289 erstmals als „Nanneshusen“ urkundlich genannt. Spätestens seit dem Hochmittelalter gehörte der Ort zur Vogtei Hagel und kam mit dieser 1268 durch das konradinische Erbe von den Staufern an das Herzogtum Bayern.
Der Ort kam bei der Teilung des Herzogtums Bayern 1505 zum damals gegründeten Fürstentum Pfalz-Neuburg.
Ab 1803 gehörte Landshausen zum Landgericht Höchstädt und ab 1809 zum Landgericht Lauingen.
Am 1. Mai 1978 wurde die bis dahin selbständige Gemeinde Landshausen mit ihrem Ortsteil Martinshof in die Gemeinde Altenberg eingegliedert.

## Religion
Bereits 1289 war Landshausen Sitz einer eigenen Pfarrei. 1682 wurde Landshausen mit der Pfarrei Bachhagel vereinigt und bildete damit eine Doppelpfarrei. 

## Baudenkmäler

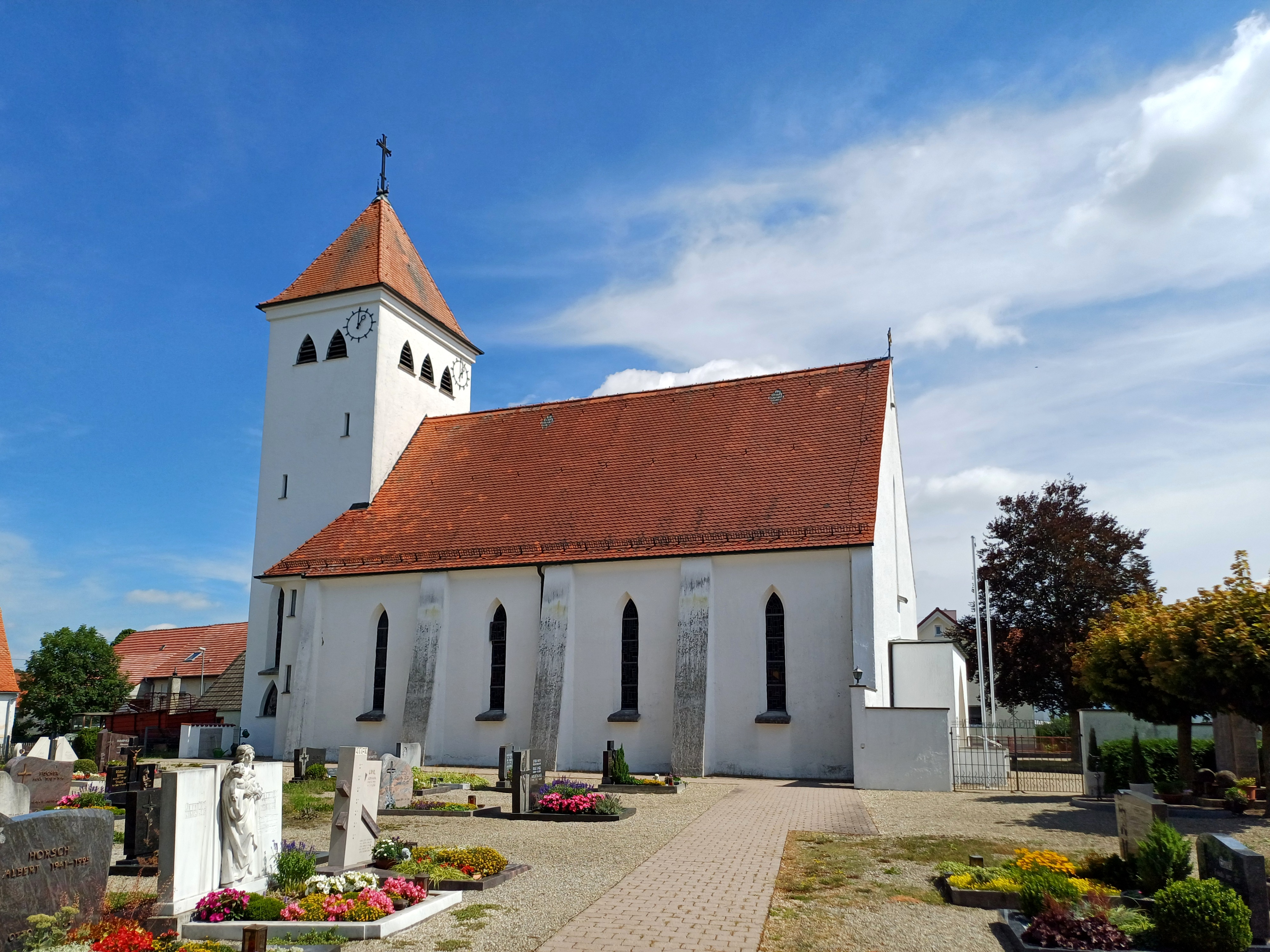
St. Nikolaus

Siehe auch: Liste der Baudenkmäler in Landshausen
- Katholische Pfarrkirche St. Nikolaus
- Katholische Friedhofskapelle

## Bodendenkmäler
Siehe: Liste der Bodendenkmäler in Syrgenstein